# Campionati mondiali juniores di sci alpino 1994
I Campionati mondiali juniores di sci alpino 1994, 13ª edizione della manifestazione organizzata dalla Federazione Internazionale Sci, si svolsero negli Stati Uniti, a Lake Placid, dal 7 al 14 marzo; il programma incluse gare di discesa libera, supergigante, slalom gigante, slalom speciale e combinata, sia maschili sia femminili.

## Risultati

### Uomini

#### Discesa libera
| Pos. | Atleta                | Nazione     | Tempo   |
| ---- | --------------------- | ----------- | ------- |
| 1    | Kevin Wert            | Canada      | 1:38,07 |
| 2    | Vasilij Bezsmel'nicyn | Russia      | 1:38,61 |
| 3    | Jason Rosener         | Stati Uniti | 1:38,63 |
| 4    | Andrej Filičkin       | Russia      | 1:39,26 |
| 5    | Eivind Kvaale         | Norvegia    | 1:39,43 |
| 6    | Alain Britt-Côté      | Canada      | 1:39,49 |
| 7    | Christian Pichler     | Austria     | 1:39,52 |
| 8    | Erik Seletto          | Italia      | 1:39,84 |
| 9    | Giorgio Rocca         | Italia      | 1:40,22 |
| 10   | Sami Uotila           | Finlandia   | 1:40,34 |

Data: 7 marzo

#### Supergigante
| Pos. | Atleta             | Nazione     | Tempo   |
| ---- | ------------------ | ----------- | ------- |
| 1    | Benjamin Melquiond | Francia     | 1:24,40 |
| 2    | Andrej Filičkin    | Russia      | 1:25,15 |
| 3    | Frédéric Covili    | Francia     | 1:25,39 |
| 4    | Romain Valla       | Francia     | 1:25,97 |
| 5    | Forest Carey       | Stati Uniti | 1:26,02 |
| 6    | Christian Pichler  | Austria     | 1:26,03 |
| 7    | Peter Pertl        | Austria     | 1:26,12 |
| 8    | Sami Uotila        | Finlandia   | 1:26,17 |
| 9    | David Viele        | Stati Uniti | 1:26,40 |
| 10   | Drago Grubelnik    | Slovenia    | 1:26,48 |

Data: 11 marzo

#### Slalom gigante
| Pos. | Atleta             | Nazione     | Tempo   |
| ---- | ------------------ | ----------- | ------- |
| 1    | Stefan Stankalla   | Germania    | 2:27,88 |
| 2    | Christian Pichler  | Austria     | 2:28,16 |
| 3    | Hans Petter Buraas | Norvegia    | 2:28,58 |
| 4    | Romain Valla       | Francia     | 2:28,61 |
| 5    | Åne Sæter          | Norvegia    | 2:28,79 |
| 6    | Andreas Ertl       | Germania    | 2:28,96 |
| 7    | Martin Hansson     | Svezia      | 2:29,03 |
| 8    | Jürgen Popotnig    | Austria     | 2:29,22 |
| 9    | Andy LeRoy         | Stati Uniti | 2:29,34 |
| 10   | Erik Seletto       | Italia      | 2:29,43 |

Data: 14 marzo

#### Slalom speciale
| Pos. | Atleta           | Nazione     | Tempo   |
| ---- | ---------------- | ----------- | ------- |
| 1    | Frédéric Covili  | Francia     | 1:43,85 |
| 2    | Chip Knight      | Stati Uniti | 1:45,08 |
| 3    | Christian Hutter | Austria     | 1:45,25 |
| 4    | Benjamin Ravanel | Francia     | 1:45,69 |
| 5    | Martin Hansson   | Svezia      | 1:45,87 |
| 6    | Andreas Ertl     | Germania    | 1:46,30 |
| 7    | Ronald Stampfer  | Austria     | 1:46,58 |
| 8    | Andy LeRoy       | Stati Uniti | 1:46,62 |
| 9    | Giorgio Rocca    | Italia      | 1:46,87 |
| 10   | Åne Sæter        | Norvegia    | 1:47,04 |

Data: 14 marzo

#### Combinata
| Pos. | Atleta          | Nazione     |
| ---- | --------------- | ----------- |
| 1    | Frédéric Covili | Francia     |
| 2    | Andreas Ertl    | Germania    |
| 3    | Giorgio Rocca   | Italia      |
| 4    | Stefan Curra    | Austria     |
| 5    | Åne Sæter       | Norvegia    |
| 6    | Andy LeRoy      | Stati Uniti |
| 7    | Martin Hansson  | Svezia      |
| 8    | Marc Kühni      | Svizzera    |
| 9    | Santi López     | Andorra     |
| 10   | Janne Uotila    | Finlandia   |

Data: 1-14 marzo

Classifica stilata attraverso i piazzamenti ottenuti
in discesa libera, slalom gigante e slalom speciale

### Donne

#### Discesa libera
| Pos. | Atleta               | Nazione  | Tempo   |
| ---- | -------------------- | -------- | ------- |
| 1    | Mélanie Suchet       | Francia  | 1:27,50 |
| 2    | Annemarie Gerg       | Germania | 1:27,72 |
| 3    | Mélanie Turgeon      | Canada   | 1:27,75 |
| 4    | Kristine Kristiansen | Norvegia | 1:27,82 |
| 5    | Alessandra Merlin    | Italia   | 1:27,83 |
| 6    | Barbara Raggl        | Austria  | 1:28,33 |
| 7    | Melanie Schöffmann   | Austria  | 1:28,41 |
| 8    | Cecilie Hagen Larsen | Norvegia | 1:28,50 |
| 9    | Fujiko Sekino        | Francia  | 1:28,64 |
| 10   | Sibylle Brauner      | Germania | 1:28,75 |

Data: 9 marzo

#### Supergigante
| Pos. | Atleta               | Nazione  | Tempo   |
| ---- | -------------------- | -------- | ------- |
| 1    | Hilde Gerg           | Germania | 1:23,29 |
| 2    | Mélanie Turgeon      | Canada   | 1:24,12 |
| 3    | Annemarie Gerg       | Germania | 1:25,18 |
| 4    | Sibylle Brauner      | Germania | 1:25,52 |
| 5    | Fujiko Sekino        | Francia  | 1:25,53 |
| 6    | Alessandra Merlin    | Italia   | 1:25,56 |
| 7    | Melanie Schöffmann   | Austria  | 1:25,73 |
| 8    | Barbara Raggl        | Austria  | 1:25,80 |
| 9    | Gro Kvinlog          | Norvegia | 1:26,14 |
| 10   | Kristine Kristiansen | Norvegia | 1:26,33 |

Data: 11 marzo

#### Slalom gigante
| Pos. | Atleta             | Nazione    | Tempo   |
| ---- | ------------------ | ---------- | ------- |
| 1    | Mélanie Turgeon    | Canada     | 2:19,29 |
| 2    | Karin Roten        | Svizzera   | 2:20,57 |
| 3    | Barbara Raggl      | Austria    | 2:20,61 |
| 4    | Fujiko Sekino      | Francia    | 2:20,68 |
| 5    | Anna Ottosson      | Svezia     | 2:23,01 |
| 6    | Gro Kvinlog        | Norvegia   | 2:23,07 |
| 7    | Alexandra Holzmann | Austria    | 2:23,28 |
| 8    | Petra Haltmayr     | Germania   | 2:23,83 |
| 9    | Emmanuelle Jorcin  | Francia    | 2:24,31 |
| 10   | Jana Jagerčíková   | Slovacchia | 2:24,32 |

Data: 13 marzo

#### Slalom speciale
| Pos. | Atleta          | Nazione  | Tempo   |
| ---- | --------------- | -------- | ------- |
| 1    | Laure Pequegnot | Francia  | 1:34,69 |
| 2    | Barbara Raggl   | Austria  | 1:35,76 |
| 3    | Mélanie Turgeon | Canada   | 1:35,91 |
| 4    | Hilde Gerg      | Germania | 1:36,14 |
| 5    | Marlies Oester  | Svizzera | 1:36,41 |
| 6    | Sibylle Brauner | Germania | 1:36,66 |
| 7    | Stefanie Wendl  | Germania | 1:37,02 |
| 8    | Trine Bakke     | Norvegia | 1:37,08 |
| 9    | Petra Haltmayr  | Germania | 1:37,58 |
| 10   | Virginie Jorcin | Francia  | 1:37,82 |

Data: 14 marzo

#### Combinata
| Pos. | Atleta            | Nazione    |
| ---- | ----------------- | ---------- |
| 1    | Mélanie Turgeon   | Canada     |
| 2    | Barbara Raggl     | Austria    |
| 3    | Sibylle Brauner   | Germania   |
| 4    | Petra Haltmayr    | Germania   |
| 5    | Marlies Oester    | Svizzera   |
| 6    | Stefanie Wendl    | Germania   |
| 7    | Jana Jagerčíková  | Slovacchia |
| 8    | Petra Navarová    | Slovacchia |
| 9    | Alessandra Merlin | Italia     |
| 10   | Romina Dei Cas    | Italia     |

Data: 9-14 marzo

Classifica stilata attraverso i piazzamenti ottenuti
in discesa libera, slalom gigante e slalom speciale

## Medagliere per nazioni
| Pos. | Nazione     | Oro | Argento | Bronzo | Totale |
| ---- | ----------- | --- | ------- | ------ | ------ |
| 1    | Francia     | 5   | 0       | 1      | 6      |
| 2    | Canada      | 3   | 1       | 2      | 6      |
| 3    | Germania    | 2   | 2       | 2      | 6      |
| 4    | Austria     | 0   | 3       | 2      | 5      |
| 5    | Russia      | 0   | 2       | 0      | 2      |
| 6    | Stati Uniti | 0   | 1       | 1      | 2      |
| 7    | Svizzera    | 0   | 1       | 0      | 1      |
| 8    | Italia      | 0   | 0       | 1      | 1      |
| 8    | Norvegia    | 0   | 0       | 1      | 1      |